# Firman
Firman (originaltitel: The Firm) är en amerikansk thrillerfilm från 1993, i regi av Sydney Pollack. Filmen är baserad på romanen med samma namn av John Grisham.

## Handling
Mitch McDeere tar examen från Harvard med toppbetyg och får jobb på en märklig advokatbyrå i Memphis. Firman är oerhört generös mot honom men snart upptäcker han att den har en mörkare sida. Många av de anställda har dött i märkliga olyckor, och snart tar FBI kontakt med honom. De tvingar honom att hjälpa byrån att sätta stopp för firmans framfart.

## Rollista (i urval)
- Tom Cruise - Mitch McDeere
- Jeanne Tripplehorn - Abby McDeere
- Gene Hackman - Avery Tolar
- Ed Harris - Wayne Tarrance
- Holly Hunter - Tammy Hemphill
- Hal Holbrook - Oliver Lambert
- David Strathairn - Ray McDeere
- Terry Kinney - Lamar Quinn
- Wilford Brimley - William Devasher
- Gary Busey - Eddie Lomax
- Tobin Bell - The Nordic Man
- Steven Hill - F. Denton Voyles